# Maßstäbe der Modelleisenbahn

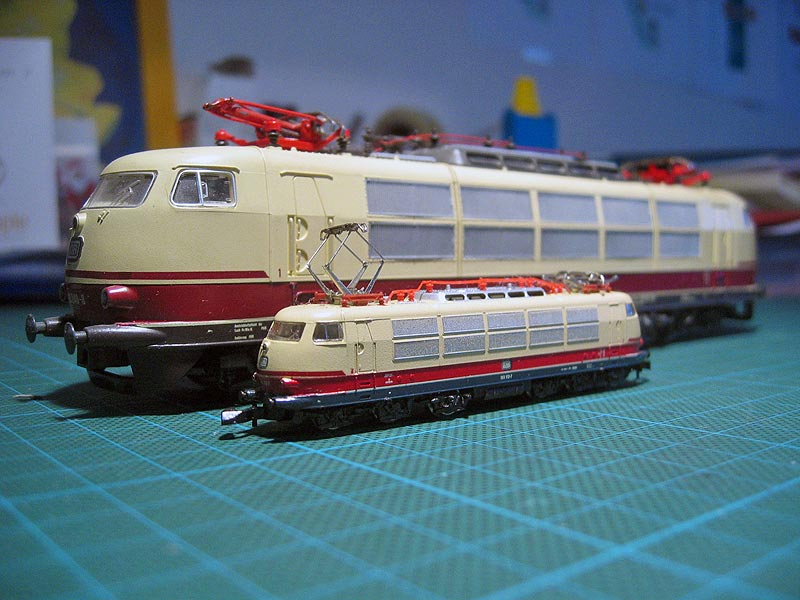
Ein Vergleich: Die BR 103 der DB für Regelspur in Nenngröße H0 (1:87) und Nenngröße Z (1:220)

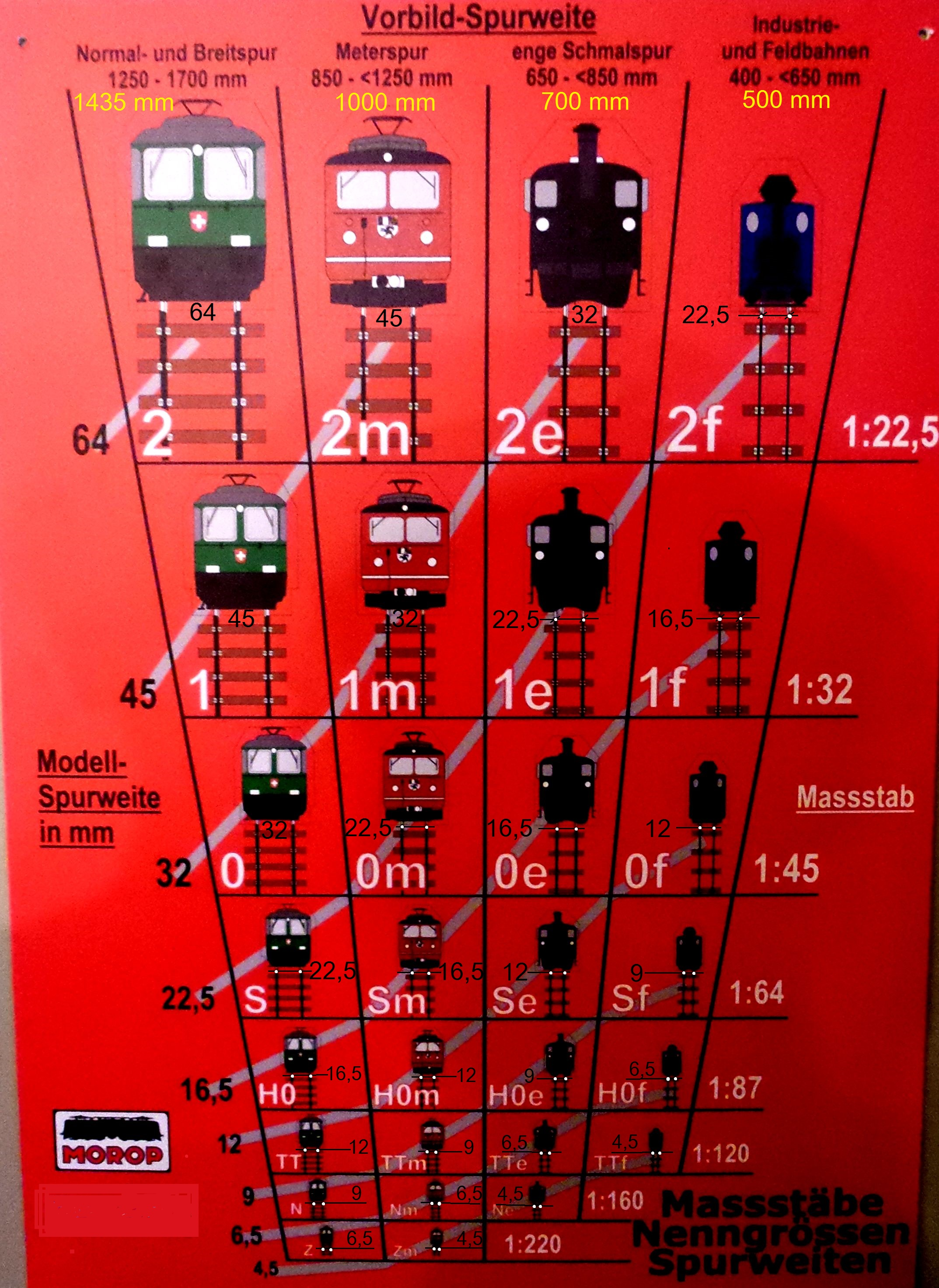
Darstellung der Beziehungen zwischen Maßstäben, Spurweiten und Nenngrößen in einer Graphik

Die bei den  Modelleisenbahnen benutzten einheitlichen Verkleinerungsmaßstäbe sind eine Folge der Bemühungen von Industrie und Benutzern, Fahrzeuge von verschiedenen Herstellern in einer Modelleisenbahnanlage gemeinsam fahren lassen zu können.
Anfänglich benutzte man außer den Maßstäben (Verhältnis zwischen den Abmessungen des Originals und des Modells) auch die Spurweite, die jeweils der Original-Spurweite 1435 mm (Regelspur) entspricht. Angegeben wird aber nicht die Maßzahl der Modell-Spurweite, sondern nur eine römische Zahl: I für Maßstab 1:32, II für 1:22,5, III für 1:16 und weiter bis V.
Seitdem auch von Original-Eisenbahnen mit kleinerer als der Regelspurweite vermehrt Modelle erstellt werden, wird bevorzugt der Begriff Nenngröße verwendet. Dabei handelt es sich auch jeweils um einen bestimmten Verkleinerungsmaßstab. Die zugehörende Modell-Spurweite ist aber verschieden, sie ist abhängig von der betroffenen unterschiedlichen Spurweite des Originals. Die Nenngröße besteht aus zwei Zeichen, aus einem für den Maßstab und einem variablen für die Spurweite verschiedener Eisenbahnen, die mit dem gleichen Maßstab verkleinert worden sind.
Die großen Spurweiten über II hinaus sind selten (für Gartenbahnen mit Personenbeförderung) und haben für eine Normung keine Bedeutung. Andererseits sind im Laufe der Zeit immer kleinere, in Mengen hergestellte Modelleisenbahnen hinzugekommen. Die Bezeichnung der Maßstäbe II und I wurden in 2 und 1 geändert, es folgen die Bezeichnungen 0, S, H0,  TT, N und Z (Letztere für den z.zt. kleinsten Maßstab 1:220). Die Nenngrößen sind in den Normen Europäischer Modellbahnen (NEM), in den Normen des British Railway Modelling Standards Bureau (BRMSB) und in den Normen der National Model Railroad Association (NMRA) festgelegt. Aus historischen Gründen sind ihre Werte nicht ganz gleich. Anstelle von Nenngröße wird verschiedentlich der Begriff Baugröße verwendet.
Die Abstufung zwischen diesen Maßstäben ist durchgehend annähernd gleich: Der jeweils nächstkleinere Maßstab ist etwa 70 % des vorherigen. Möglicherweise entstand diese Stufung am Anfang (II >> I) zufällig, wurde dann aber (weiter bis heute Z) konsequent eingehalten. Die Abstufung zwischen den Spurweiten hat den gleichen Wert. Die Weite der Meterspur ist etwa 70 % der Regelspur. Diese zufällig entstandene Verkleinerung hat zudem zufällig den gleichen Wert wie die Verkleinerung zwischen allen gewählten Modell-Maßstäben. Die noch kleineren Originalspurweiten wurden in zwei Gruppen mit den mittleren Weiten 700 mm (enge Spur) und 485 mm (Feldbahn-Spur) zusammengefasst. Diese Werte sind ebenfalls etwa 70 % der nächstgrößeren.
Durch die in beiden Parametern (Modellmaßstab und Original-Spurweite) enthaltene gleiche Veränderung wurde es möglich, dass für die Modelle der schmaleren Original-Bahnen keine weiteren als die für die Modelle der Regelspur-Bahnen geschaffenen Modell-Spurweiten erforderlich sind. In nebenstehendem Bild zeigen die diagonalen Linien an, dass alle Modelle von verschieden großen Originalbahnen auf einer ausgewählten Modellspur laufen können. Ihr Modellmaßstab ist lediglich umso weniger klein, je kleiner ihre Originalspur ist. In einer horizontalen Linie ist der Maßstab gleich. Dem seinen Wert kennzeichnenden Teil der Bezeichnung ist ein Kleinbuchstabe hinzugefügt (außer in der ersten Spalte für Regelspur-Modelle). Damit wird die immer kleiner werdende Modell-Spurweite gekennzeichnet: m steht für Meterspur, e für enge Schmalspur und f für Feldbahn-Spur.

## Nenngrößen, Maßstäbe und Spurweiten

### Gebräuchliche Nenngrößen, Maßstäbe und Spurweiten
Die wichtigsten in Europa normierten Nenngrößen mit deren Maßstäben und Spurweiten:
| Bild | Nenngröße                                                        | Maßstab                              | Spur                    | Bezeichnung                                                        | Spurweite                                   | Verbreitung |
| ---- | ---------------------------------------------------------------- | ------------------------------------ | ----------------------- | ------------------------------------------------------------------ | ------------------------------------------- | --- |
|      | 2 oder II (gesprochen: „Zwei“)                                   | 1:22,5                               | II IIm IIe IIf IIp      | Normalspur Meterspur Schmalspur Feldbahn Parkbahn                  | 64,0 mm 45,0 mm 32,0 mm 22,5 mm 16,5 mm     | IIm ist eine verbreitete Spurweite für Gartenbahnen ohne Personenbeförderung, weshalb sie auch als Nenngröße G (G für Garten) bezeichnet wird. Die anderen Nenngrößen sind eher selten. |
|      | 1 oder I (gesprochen: „Eins“)                                    | 1:32                                 | I Im Ie If Ip           | Normalspur Meterspur Schmalspur Feldbahn Parkbahn                  | 45,0 mm 32,0 mm 23,4 mm 16,5 mm 12,0 mm     | Größte in Großserie hergestellte Regelspurmodellbahn. |
|      | 0 (gesprochen: „Null“)                                           | Nordam.: 1:48 1:45, 1:43,5           | 0 0m 0e 0f 0p           | Normalspur Meterspur Schmalspur Feldbahn Parkbahn                  | 32,0 mm 22,5 mm 16,5 mm 12,0 mm 09,0 mm     | Heute in Europa vorwiegend bei Fahrzeug-Modellbauern, auf Vereinsanlagen und Modulanlagen verbreitet. In Nordamerika ist die Nenngröße 0 aber nach wie vor weit verbreitet. Vor und um den Zweiten Weltkrieg herum war die Spur 0 ähnlich weit wie heute die Spur H0 verbreitet.                                                                                                 |
|      | S ursprünglich auch: H1 (gesprochen: „Ha‑Eins“ oder „Halb‑Eins“) | 1:64                                 | S Sm Se Sf Sp           | Normalspur Meterspur Schmalspur Feldbahn Parkbahn                  | 22,5 mm 16,5 mm 12,0 mm 09,0 mm 06,5 mm     | Hatte in Europa ab den 1950er bis hinein in die 1980er Jahre eine gewisse Verbreitung. In Nordamerika mit einem kleinen Marktanteil nach wie vor erfolgreich verbreitet. |
|      | 00 (gesprochen: „Null-Null“)                                     | 1:76                                 | P4 EEM EM 00 00-12 00-9 | Normalspur Schmalspur 914 mm (3 Fuß) Schmalspur 686 mm (2 1⁄2 Fuß) | 18,83 mm 18,8 mm 18,2 mm 16,5 mm 12 mm 9 mm | In Großbritannien anstelle der Nenngröße H0 gängig. Die meisten Anlagen mit Normalspur als Vorbild-Spurweite verwenden Spur-H0-Gleise mit einer Modell-Spurweite von 16,5 mm. Die Spur EM/P4 setzt die Normalspur im exakten Maßstab von 1:76,2 korrekt um, ist jedoch nicht gängig. Als kurzzeitiger Vorläufer für P4 gab es Anfang der 1960er-Jahre Versuche mit der EEM-Spur. |
|      | H0 (gesprochen: „Ha‑Null“ oder „Halb‑Null“)                      | 1:87 Japan: 1:80                     | H0 H0m H0e H0f H0p      | Normalspur Meterspur Schmalspur Feldbahn Parkbahn                  | 16,5 mm 12,0 mm 09,0 mm 06,5 mm 04,5 mm     | In Europa, zusammen mit der in Großbritannien anstelle der Nenngröße H0 gängigen Nenngröße 00, die mit Abstand meistverbreitete Nenngröße. In Nordamerika ebenfalls weit verbreitet. |
|      | TT („TableTop“)                                                  | 1:120                                | TT TTm TTe TTf          | Normalspur Meterspur Schmalspur Feldbahn                           | 12,0 mm 09,0 mm 06,5 mm 04,5 mm             | In Nordamerika entwickelt, in Osteuropa und den östlichen Bundesländern Deutschlands verbreitet. In Westeuropa, Nordamerika und Japan seltener, allerdings findet diese Spurweite immer mehr Anhänger in den westlichen Bundesländern, in Österreich, in den Niederlanden, Belgien und auch in den skandinavischen Ländern.                                                      |
|      | N                                                                | 1:160, Japan: 1:150 Grosbrit.: 1:148 | N Nm Ne                 | Normalspur Meterspur Schmalspur                                    | 09,0 mm 06,5 mm 04,5 mm                     | In Europa, Japan und Nordamerika sehr weit verbreitet (in Europa die verbreitetste Nenngröße nach H0). Neben dem verbreitetsten Maßstab 1:160 (Europa, USA, Südamerika) werden auch Fahrzeuge im Maßstab 1:150 (Japan) sowie 1:148 (N scale bzw. N gauge in Großbritannien) hergestellt.                                                                                         |
|      | Z                                                                | 1:220                                | Z Zm                    | Normalspur Meterspur                                               | 06,5 mm 04,5 mm                             | In Westeuropa, Japan und Nordamerika verbreitet. |

#### Systematik der Spurweiten von Schmalspurbahnen

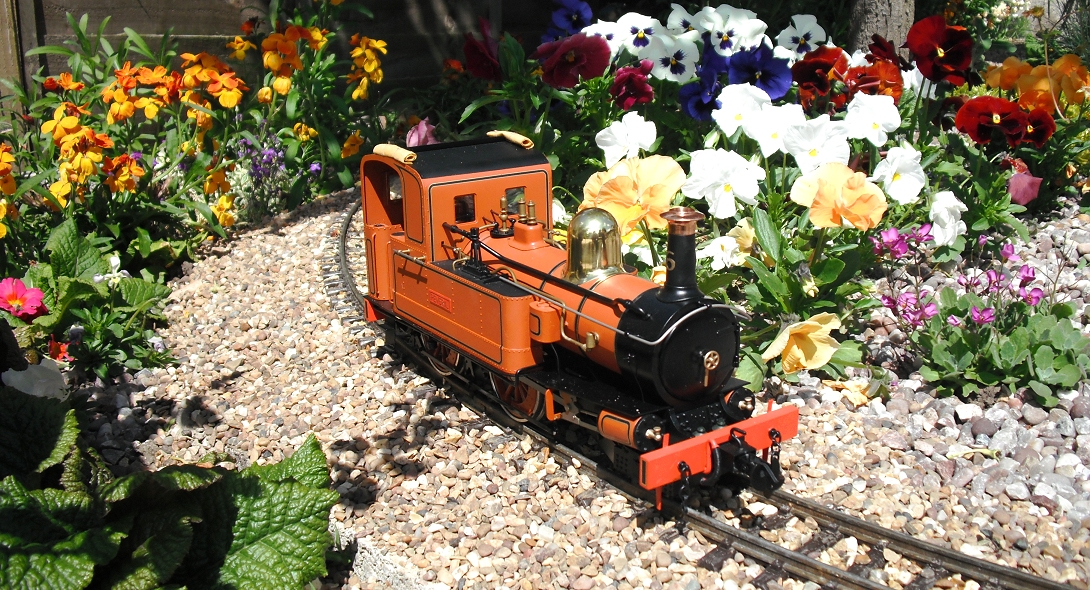
Lokomotive einer Garten-Modelleisenbahn in Spur IIm

Nachdem der Wunsch entstand, die Schmalspurbahnen nicht nur in ihrem Vorbild nachzuahmen, sondern auch bezüglich der Modellspurweite maßstäblich nachzubilden, wurden die jeweiligen Nenngrößen mit ihren vielen metrischen Vorbildspurweiten erst gruppiert, dann in sinnvoller Art in wenigen Modellspurweiten zusammengefasst. Diese wurden dann zur besseren Erkenntlichkeit mit Kleinbuchstaben und/oder Zahlen ergänzt. So unterteilt sich beispielsweise die Nenngröße H0 heute im Europäischen Raum in die Spur H0, H0m, H0e, … Im Nordamerikanischen Raum unterteilt sich beispielsweise die Nenngröße 0 in die Spur 0, 0n3, 0n30 (0n2 1⁄2), da die Schmalspurbahnen nach dem angelsächsischen Maßsystem in Fuß und Zoll gruppiert und zusammengefasst wurden.

#### Schmalspurbahnen in Europa
Für europäische Schmalspurbahnen gilt die folgende Systematik, wobei X anstelle der Nenngröße steht:
- Xm: Meterspur; wird auf Gleisen mit der nächstkleineren Spurweite gegenüber der Regelspur dargestellt (beispielsweise H0m mit einer Modell-Spurweite von 12 mm).
- Xe: Engspur mit einer Vorbild-Spurweite von 750 mm, 760 mm und 800 mm; wird auf Gleisen mit einer zwei Stufen kleineren Spurweite gegenüber der Regelspur dargestellt (beispielsweise H0e mit einer Modell-Spurweite von 9 mm).
- Xf: Feldbahn mit einer Vorbild-Spurweite zwischen 400 mm und 600 mm; wird auf Gleisen mit einer drei Stufen kleineren Spurweite gegenüber der Regelspur dargestellt (beispielsweise H0f mit einer Modell-Spurweite von 6,5 mm). Im deutschen Sprachraum kann anstelle des „i“ für Industriebahn auch das „f“ für Feldbahn verwendet werden.
- Xp: Parkeisenbahn mit einer Vorbild-Spurweite von 15 Zoll (381 mm); wird auf Gleisen mit einer vier Stufen kleineren Spurweite gegenüber der Regelspur dargestellt (beispielsweise 2p mit einer Modell-Spurweite von 16,5 mm).

Als Grundlage gilt die folgende Tabelle sinngemäß. Schmalspurbahnen mit weniger als 4,5 mm Modell-Spurweite sind derzeit nicht normiert.
| Vorbildspurweite (mm) | Modellspurweite (mm) | Modellspurweite (mm) | Modellspurweite (mm) | Modellspurweite (mm) | Modellspurweite (mm) | Modellspurweite (mm) | Modellspurweite (mm) | Modellspurweite (mm) | Modellspurweite (mm) | Modellspurweite (mm) |
| --------------------- | -------------------- | -------------------- | -------------------- | -------------------- | -------------------- | -------------------- | -------------------- | -------------------- | -------------------- | -------------------- |
| von bis               | 3                    | 4,5                  | 6,5                  | 9                    | 12                   | 16,5                 | 22,5                 | 32                   | 45                   | 64                   |
| von bis               | 1:480                | 1:300                | 1:220                | 1:160                | 1:120                | 1:87                 | 1:60                 | 1:43,5 1:45          | 1:32                 | 1:22,5               |
| 1250 ≤ 1700           | T                    | ZZ                   | Z                    | N                    | TT                   | H0                   | S                    | 0                    | I                    | II                   |
| 0850 ≤ 1250           | ZZm                  | Zm                   | Nm                   | TTm                  | H0m                  | Sm                   | 0m                   | Im                   | IIm                  |                      |
| 0650 ≤ 0850           | Ze                   | Ne                   | TTe                  | H0e                  | Se                   | 0e                   | Ie                   | IIe                  |                      |                      |
| 0400 ≤ 0650           | Nf                   | TTf                  | H0f                  | Sf                   | 0f                   | If                   | IIf                  |                      |                      |                      |
| 0300 ≤ 0400           | TTp                  | H0p                  | Sp                   | 0p                   | Ip                   | IIp                  |                      |                      |                      |                      |

#### Schmalspurbahnen in Nordamerika
Für nordamerikanische Schmalspurbahnen gilt die folgende Systematik: X steht anstelle der Nenngröße, n als Abkürzung für narrow gauge und am Schluss die Vorbild-Spurweite, je nach Fall in Fuß oder Zoll:
Beispiele
- Xn2 1⁄2: Schmalspurbahn der Nenngröße X mit 2 1⁄2 Fuß Vorbild-Spurweite
- 0n30: Schmalspurbahn der Nenngröße 0 mit 30 Zoll Vorbild-Spurweite, wobei 30 Zoll auch 2 1⁄2 Fuß entsprechen (Modell-Spurweite von 16,5 mm)

Hinweis: Nicht alle Kombinationen sind normiert, werden aber vielfach sinngemäß angewendet. Beispielsweise handelt es sich bei der Spur Gn15 um eine (nordamerikanische) Schmalspurbahn mit 15 Zoll Vorbild-Spurweite in der Nenngröße II (G).

### Weitere gebräuchliche Nenngrößen, Maßstäbe und Spurweiten
| Nenngröße | Maßstab      | Spur     | Vorbild-Spurweite                                              | Spurweite              | Verbreitung |
| --------- | ------------ | -------- | -------------------------------------------------------------- | ---------------------- | --- |
| III       | 1:16         | III      | Normalspur 1435 mm                                             | 89 mm                  | |
| F         | 1:20,32      | F Fm Fn3 | Normalspur 1435 mm Meterspur 1000 mm Schmalspur 914 mm (3 Fuß) | 70,62 mm 49,5 mm 45 mm | Hat ihren Schwerpunkt in Nordamerika. Fn3 nutzt Spur-IIm-Gleise mit einer Modell-Spurweite von 45 mm. |
| H         | 1:24         | H        | Normalspur 1435 mm Normalspur 1435 mm Meterspur 1000 mm        | 63,5 mm 59,8 mm 45 mm  | Auch als Half-Inch bezeichnet. Überwiegend werden Gleise mit einer Modell-Spurweite von 45 mm verwendet. Die exakte Spurweite der Nenngröße H wäre 59,80 mm (Proto 24). |
| L         | 1:38         | L Le     | Normalspur 1435 mm Schmalspur                                  | 37,5 mm 27,5 mm        | Spur L ist der inoffizielle Name der „Lego-Eisenbahn“. Die Schienen sind aus wahlweise aus Kunststoff oder stromführend erhältlich. Die Spurweite der Spur L ist abgeleitet vom Noppenabstand der Klemmbausteine und liegt bei 37,5 mm, entsprechend fünf Noppen Breite. Der tatsächliche Maßstab ist variabel, da die Fahrzeuge im Noppenraster gebaut werden. Es sind verschiedene Hersteller am Markt, die Fahrzeuge und Gleismaterial für Spur L im Programm haben. Zusätzlich existiert eine 27,5 mm Spurweite, entsprechend dem Abstand der Mittellinien von vier statt sechs Noppen, die als Schmalspur bezeichnet werden kann |
| Z0        | 1:60         | Z0       | Normalspur 1435 mm                                             | 24 mm                  | Hatte ihre Blütezeit Mitte des 20. Jahrhunderts. |
| TT3       | 1:101,6      | TT3      | Normalspur 1435 mm                                             | 12 mm                  | Britische Variante der Nenngröße TT. |
| ZZ        | 1:300        | ZZ       | Normalspur 1435 mm                                             | 4,8 mm                 | 2005 von Bandai in Asien eingeführte Spurweite |
| T         | 1:480 1:450  | T        | Normalspur 1435 mm Kapspur 1067 mm                             | 2,9 mm 2,9 mm          | Zurzeit kleinste funktionsfähige Modellbahn von KK-Eishindo |
| TY        | 1:900 1:1000 | TY       | Normalspur 1435 mm                                             |                        | Modelleisenbahn ohne drehende Radsätze |

### Sonstige Nenngrößen, Maßstäbe und Spurweiten
| Nenngröße                                   | Maßstab | Spur              | Vorbild-Spurweite                                                                                       | Spurweite                     | Verbreitung                                                                          |
| ------------------------------------------- | ------- | ----------------- | --- | ----------------------------- | ------------------------------------------------------------------------------------ |
| M                                           | 1:13,5  | M Mn2             | Normalspur 1435 mm Schmalspur 0610 mm (2 Fuß)                                                           | 106 mm 45 mm                  | Ehemals zu den NMRA-Standards gehörende Nenngröße                                    |
| A                                           | 1:29    | A An3-1/2 An3 An2 | Normalspur 1435 mm Schmalspur 1067 mm (3 1⁄2 Fuß) Schmalspur 0914 mm (3 Fuß) Schmalspur 0610 mm (2 Fuß) | 49,5 mm 37,5 mm 32 mm 22,5 mm | Noch um 1999 zu den NMRA-Standards gehörende Nenngröße                               |
| OOC                                         | 1:100   | OOC               | Normalspur 1435 mm                                                                                      | 14,3 mm                       |                                                                                      |
| HH0 (HH0 = HalfH0)                          | 1:174   | HH0               | Normalspur 1435 mm                                                                                      | 8,25 mm                       |                                                                                      |
| K                                           | 1:180   | K                 | Normalspur 1435 mm                                                                                      | 8 mm                          | Kerstingbahn; Prototypen auf der Hannover-Messe 1948 vorgestellt                     |
| HZ (gesprochen: „Ha‑Zett“ oder „Halb‑Zett“) | 1:440   | HZ                | Normalspur 1435 mm                                                                                      | 3,25 mm                       | Prototypen der Fa. Railex wurden auf der Nürnberger Spielwarenmesse 1992 vorgestellt |

## Nenngrößen der Gartenbahnen und Parkeisenbahnen
Es gibt weitere Nenngrößen mit den jeweiligen Modell-Spurweiten, die heute üblicherweise als Gartenbahn oder Parkeisenbahn bezeichnet werden.
Die Übergänge von der Begriffen Modelleisenbahn zur Gartenbahn und zur Parkeisenbahn können dabei wie folgt beschrieben werden:

### Gartenbahnen
Weit verbreitet sind Gartenbahnen, d. h. Modelleisenbahnen, die so groß sind, dass auf den Fahrzeugen sitzend in einem Garten mitgefahren werden kann. Gängig sind beispielsweise die Modell-Spurweiten von 3,5 Zoll (89 mm), 5 Zoll (127 mm) und 7 1⁄4 Zoll (184 mm).

### Parkeisenbahnen
Weniger verbreitet sind Parkeisenbahnen, d. h. Modelleisenbahnen, die so groß sind, dass wie beim Vorbild im Fahrzeug mitgefahren werden kann. Sie haben Modell-Spurweiten, die nur in Einzelfällen unter 12 Zoll (305 mm) liegen. Sie erreichen in Einzelfällen eine Größe, die eher einer Feldbahn oder Schmalspurbahn entsprechen.

## Historische Nenngrößen von Modelleisenbahnen
Auf dem Weg zu den heute gängigen Nenngrößen entstanden andere Nenngrößen, von denen die meisten heute wieder weitgehend verschwunden sind. Typische Beispiele sind die Nenngröße Z0 (1:60), die ihre Blütezeit Mitte des 20. Jahrhunderts hatte. Sie ist jedoch nicht zu verwechseln mit der Nenngröße S, bei der zwei Maßstäbe gängig sind (1:60 und 1:64). Auch die Modelleisenbahnen des Schweizer Herstellers WESA, der vor dem Aufkommen kleinerer Nenngrößen Modelle im Maßstab 1:100 produzierte, zählen zu den historischen Nenngrößen.
Nur sehr selten anzutreffen sind die historischen Nenngrößen III und IV. Sie wurden von den damaligen Spielzeug- und Modelleisenbahnherstellern nur auf Einzelbestellung angefertigt.

## Baugrößen von Ausstellungsmodellen

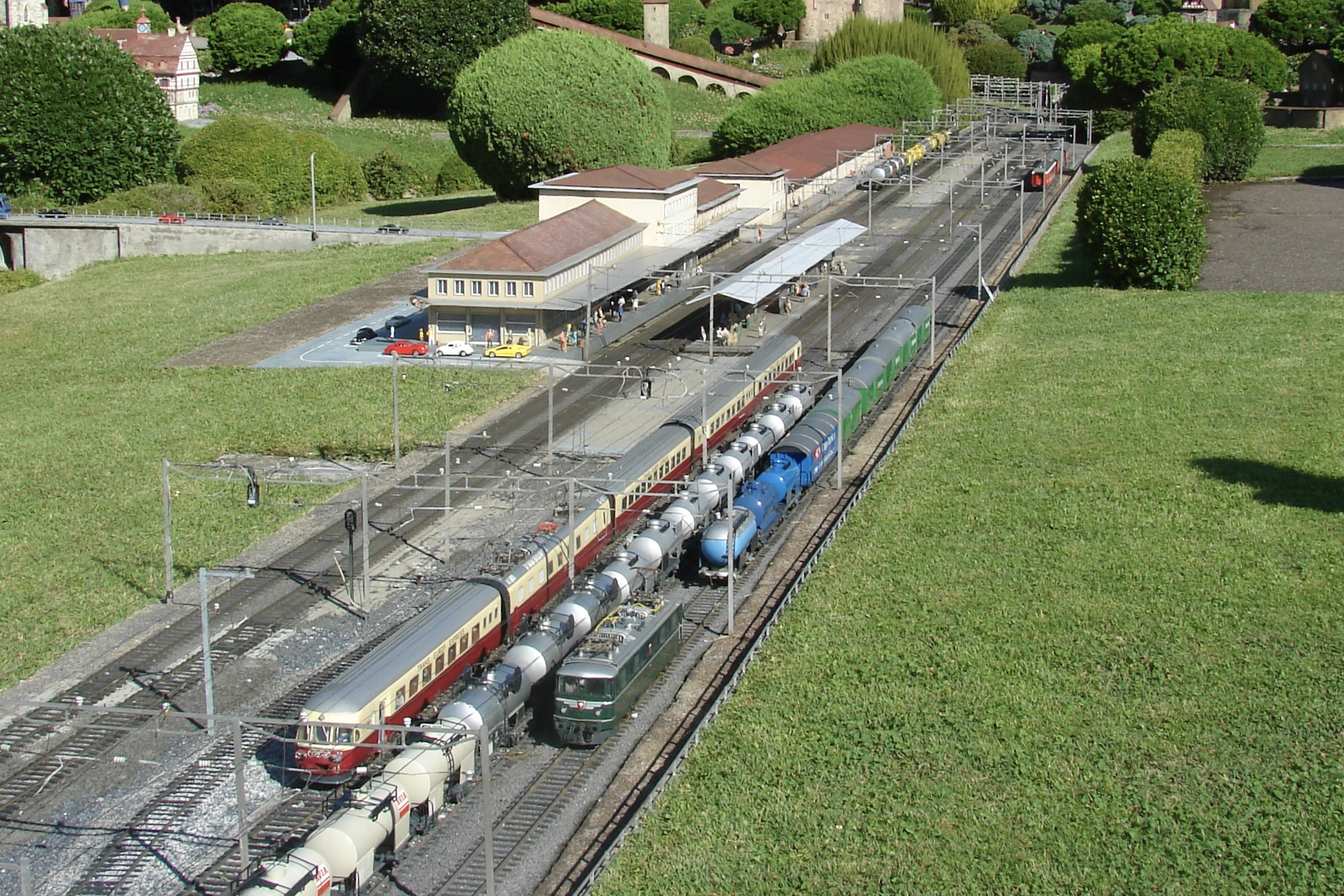
Ausschnitt Modelleisenbahnanlage im Swissminiatur im Maßstab 1:25 in der Schweiz, 2009

Fahrzeugmodelle zu Präsentationszwecken von Rollmaterialherstellern des Vorbildes oder Modelle in Museen und Ausstellungen werden häufig in den Maßstäbe 1:50, 1:25, 1:20 und 1:10 gebaut. Diese werden in der Regel von professionellen Modellbauern, den Lehrlingen von großen Unternehmen oder Lehrwerkstätten und Privatpersonen gebaut. So haben beispielsweise die Fahrzeuge des Verkehrsmuseums Nürnberg einen Maßstab von 1:10.
Im Swissminiatur in Melide im Kanton Tessin in der Schweiz beträgt der Maßstab der Modelleisenbahnanlage auch 1:25. Hierbei werden die Vorbildspurweiten im Modell wie folgt wiedergeben: Die Normalspur mit 58 mm, die Meterspur mit 46 mm und die Schmalspur (bei Vorbildspurweite von 800 mm) mit 33 mm.

## Nicht normierte Baugrößen
Spielzeugeisenbahn-Systeme sind trotz teilweise weiter Verbreitung oft nicht normiert. So lassen sich beispielsweise die Spielzeugbahnen von Lego oder von Brio nicht in die Systematik der gängigen Nenngrößen einordnen.